# Meidericher Spielverein Duisburg 1974-1975
Questa voce raccoglie le informazioni riguardanti il Meidericher Spielverein Duisburg nelle competizioni ufficiali della stagione 1974-1975.

## Stagione
Nella stagione 1974-1975 il Duisburg, allenato da Willibert Kremer, concluse il campionato di Bundesliga al 14º posto. In Coppa di Germania il Duisburg perse la finale con l'Eintracht Francoforte.

## Rosa
| N. |                        | Ruolo | Calciatore        |
| -- | ---------------------- | ----- | ----------------- |
|    | Germania (bandiera)    | P     | Martin Holscher   |
|    | Germania (bandiera)    | P     | Dietmar Linders   |
|    | Germania (bandiera)    | D     | Michael Bella     |
|    | Paesi Bassi (bandiera) | D     | Kees Bregman      |
|    | Germania (bandiera)    | D     | Bernard Dietz     |
|    | Germania (bandiera)    | D     | Günter Fröhlich   |
|    | Germania (bandiera)    | D     | Detlef Pirsig     |
|    | Germania (bandiera)    | D     | Klaus Rach        |
|    | Germania (bandiera)    | D     | Siegfried Sonntag |
|    | Germania (bandiera)    | C     | Klaus Bruckmann   |
|    | Germania (bandiera)    | C     | Theo Bücker       |
|    | Germania (bandiera)    | C     | Herbert Büssers   |

| N. |                     | Ruolo | Calciatore       |
| -- | ------------------- | ----- | ---------------- |
|    | Germania (bandiera) | C     | Detlef Drescher  |
|    | Germania (bandiera) | C     | Klaus Killich    |
|    | Germania (bandiera) | C     | Bernd Lehmann    |
|    | Germania (bandiera) | C     | Uwe Montelett    |
|    | Germania (bandiera) | C     | Lothar Schneider |
|    | Germania (bandiera) | C     | Werner Schneider |
|    | Germania (bandiera) | A     | Walter Krause    |
|    | Germania (bandiera) | A     | Lothar Pufahl    |
|    | Germania (bandiera) | A     | Rudolf Seliger   |
|    | Germania (bandiera) | A     | Klaus Thies      |
|    | Germania (bandiera) | A     | Ronnie Worm      |

## Organigramma societario
Area tecnica
- Allenatore: Willibert Kremer
- Allenatore in seconda:
- Preparatore dei portieri:
- Preparatori atletici:

## Calciomercato

### Sessione estiva
| Acquisti | Acquisti     | Acquisti     | Acquisti |
| R.       | Nome         | da           | Modalità |
| -------- | ------------ | ------------ | -------- |
| D        | Kees Bregman | ADO Den Haag |          |

| Cessioni | Cessioni       | Cessioni          | Cessioni |
| R.       | Nome           | a                 | Modalità |
| -------- | -------------- | ----------------- | -------- |
| D        | Erwin Häming   | Erkenschwick      |          |
| C        | Hannes Linßen  | Fortuna Colonia   |          |
| D        | Ernst Savkovic | Borussia Dortmund |          |
| A        | Norbert Sobbe  | Bayer Leverkusen  |          |
| A        | Klaus Wunder   | Bayern Monaco     |          |

### Sessione invernale
| Acquisti | Acquisti      | Acquisti      | Acquisti |
| R.       | Nome          | da            | Modalità |
| -------- | ------------- | ------------- | -------- |
| A        | Walter Krause | RW Oberhausen |          |

| Cessioni | Cessioni | Cessioni | Cessioni |
| R.       | Nome     | a        | Modalità |
| -------- | -------- | -------- | -------- |

## Risultati

### Bundesliga

#### Girone di andata
| Arbitro: | Aldinger |

|                      |           |                                            |
| Neuberger 35’ (rig.) | Marcatori | 13’ Büssers 45’ Dietz 54’ Seliger 88’ Worm |

| Arbitro: | Lutz |

|                      |           |  |
| Büssers 53’ Worm 67’ | Marcatori |  |

| Arbitro: | Zuchantke |

|                                               |           |             |
| Frank 12’ Bründl 46’ Grzyb 57’ Haebermann 59’ | Marcatori | 89’ Seliger |

| Arbitro: | Dreher |

|                                         |           |  |
| Worm 33’ Bücker 39’ Dietz 68’ Thies 80’ | Marcatori |  |

| Arbitro: | Gabor |

|                                           |           |             |
| Wimmer 29’ Heynckes 64’, 77’ Simonsen 70’ | Marcatori | 76’ Lehmann |

| Arbitro: | Biwersi |

|             |           |                                  |
| Seliger 51’ | Marcatori | 8’ Nickel 86’ Lorenz 88’ Reichel |

| Arbitro: | Schmoock |

|                            |           |                            |
| Stolzenburg 28’ Schulz 67’ | Marcatori | 33’, 82’ Dietz 87’ Büssers |

| Arbitro: | Picker |

|                               |           |                   |
| Dietz 1’ Bücker 32’ Thies 84’ | Marcatori | 31’, 52’ Sandberg |

| Arbitro: | Frickel |

|                     |           |  |
| Worm 1’ Lehmann 64’ | Marcatori |  |

| Arbitro: | Messmer |

|                                  |           |  |
| Burgsmüller 30’ Lippens 31’, 90’ | Marcatori |  |

| Arbitro: | Lutz |

|                                 |           |           |
| Bella 26’ Thies 37’ Seliger 71’ | Marcatori | 7’ Eggert |

| Arbitro: | Roth |

|          |           |             |
| Brei 53’ | Marcatori | 36’ Büssers |

| Arbitro: | Horstmann |

|                         |           |            |
| Lehmann 16’ Büssers 37’ | Marcatori | 64’ Müller |

| Arbitro: | Schröder |

|                                          |           |                                         |
| Janzon 3’ Hickersberger 55’ Kostedde 73’ | Marcatori | 19’ Seliger 21’ (aut.) Rausch 83’ Dietz |

| Arbitro: | Haselberger |

|             |           |                             |
| Lehmann 73’ | Marcatori | 37’ Beer 41’ Sidka 77’ Horr |

| Arbitro: | Meuser |

|                          |           |             |
| Hadewicz 7’ Ohlicher 71’ | Marcatori | 69’ Lehmann |

| Arbitro: | Hilker |

|          |           |                             |
| Worm 16’ | Marcatori | 50’, 55’ Simmet 59’ Glowacz |

#### Girone di ritorno
| Arbitro: | Dittmer |

|                       |           |                        |
| Lehmann 3’ Bücker 37’ | Marcatori | 4’ Gerber 29’ Galbierz |

| Arbitro: | Gabor |

|                                                     |           |  |
| Fischer 32’ Bongartz 43’ Budde 76’ Kremers 80’, 82’ | Marcatori |  |

| Arbitro: | Berner |

|                                      |           |                         |
| Lehmann 3’ (rig.) Worm 27’ Dietz 65’ | Marcatori | 18’ Handschuh 74’ Frank |

| Arbitro: | Klauser |

|                              |           |               |
| Kamp 60’ Görts 72’ Weist 78’ | Marcatori | 65’ Schneider |

| Arbitro: | Ohmsen |

|            |           |            |
| Bücker 83’ | Marcatori | 24’ Bonhof |

| Arbitro: | Redelfs |

|                                                             |           |           |
| Körbel 14’ (rig.) Rohrbach 36’ Grabowski 39’ Hölzenbein 42’ | Marcatori | 61’ Thies |

| Arbitro: | Linn |

|                     |           |                                            |
| Bücker 69’ Worm 80’ | Marcatori | 43’ (rig.) Stolzenburg 44’ Rumor 84’ Geyer |

| Arbitro: | Riegg |

|                         |           |  |
| Sandberg 32’ Melzer 82’ | Marcatori |  |

| Arbitro: | Messmer |

|                          |           |                                           |
| Reimann 23’ Krobbach 75’ | Marcatori | 44’ (rig.) Lehmann 52’ Bücker 65’ Büssers |

| Arbitro: | Frickel |

|                               |           |                                         |
| Worm 4’ Bücker 11’ Krause 70’ | Marcatori | 52’, 84’ (rig.) Burgsmüller 58’ Lippens |

| Arbitro: | Zuchantke |

|                      |           |                 |
| Bruckmann 84’ (aut.) | Marcatori | 1’, 43’ Büssers |

| Arbitro: | Gabor |

|  |           |                                     |
|  | Marcatori | 22’ (rig.) Brei 33’ Herzog 54’ Seel |

| Arbitro: | Schröder |

|                            |           |            |
| Torstensson 31’ Müller 77’ | Marcatori | 82’ Bücker |

| Arbitro: | Lutz |

|                       |           |            |
| Lehmann 60’ Dietz 66’ | Marcatori | 70’ Rausch |

| Arbitro: | Linn |

|                                    |           |  |
| Kliemann 67’ Szymanek 79’ Beer 81’ | Marcatori |  |

| Arbitro: | Quindeau |

|                                 |           |                              |
| Lehmann 64’ Krause 78’ Worm 83’ | Marcatori | 19’ Hadewicz 70’, 85’ Weller |

| Arbitro: | Wichmann |

|                                      |           |                     |
| Neumann 15’ Löhr 22’ Müller 33’, 62’ | Marcatori | 11’ Worm 44’ Bücker |

### Coppa di Germania
| Arbitro: | Meijerink |

|              |           |                          |
| Thiemann 69’ | Marcatori | 61’, 82’ Worm 78’ Bücker |

| Arbitro: | Basedow |

|                             |           |  |
| Bücker 10’ Büssers 16’, 23’ | Marcatori |  |

| Arbitro: | Engel |

|                               |           |                                       |
| Andersson 66’ Roth 75’ (rig.) | Marcatori | 39’ Bruckmann 55’ Thies 61’ Schneider |

| Arbitro: | Schröder |

|                                                                           |           |  |
| Krause 30’, 74’ Bücker 54’ Worm 61’ Bruckmann 64’ Thies 77’ Schneider 88’ | Marcatori |  |

| Arbitro: | Betz |

|  |           |                    |
|  | Marcatori | 60’ Thies 69’ Worm |

| Arbitro: | Ohmsen |

|                      |           |             |
| Krause 88’ Dietz 99’ | Marcatori | 58’ Schildt |

| Arbitro: | Horstmann |

|            |           |  |
| Körbel 57’ | Marcatori |  |

## Statistiche

### Statistiche di squadra
| Competizione      | Punti | In casa | In casa | In casa | In casa | In casa | In casa | In trasferta | In trasferta | In trasferta | In trasferta | In trasferta | In trasferta | Totale | Totale | Totale | Totale | Totale | Totale | DR  |
| Competizione      | Punti | G       | V       | N       | P       | Gf      | Gs      | G            | V            | N            | P            | Gf           | Gs           | G      | V      | N      | P      | Gf     | Gs     | DR  |
| ----------------- | ----- | ------- | ------- | ------- | ------- | ------- | ------- | ------------ | ------------ | ------------ | ------------ | ------------ | ------------ | ------ | ------ | ------ | ------ | ------ | ------ | --- |
| Bundesliga        | 30    | 17      | 8       | 4       | 5       | 35      | 31      | 17           | 4            | 2            | 11           | 24           | 46           | 34     | 12     | 6      | 16     | 59     | 77     | -18 |
| Coppa di Germania | -     | 3       | 3       | 0       | 0       | 12      | 1       | 4            | 3            | 0            | 1            | 8            | 4            | 7      | 6      | 0      | 1      | 20     | 5      | +15 |
| Totale            | 30    | 20      | 11      | 4       | 5       | 47      | 32      | 21           | 7            | 2            | 12           | 32           | 50           | 41     | 18     | 6      | 17     | 79     | 82     | -3  |

### Andamento in campionato
| Giornata  | 1 | 2 | 3 | 4 | 5 | 6  | 7 | 8 | 9 | 10 | 11 | 12 | 13 | 14 | 15 | 16 | 17 | 18 | 19 | 20 | 21 | 22 | 23 | 24 | 25 | 26 | 27 | 28 | 29 | 30 | 31 | 32 | 33 | 34 |
| --------- | - | - | - | - | - | -- | - | - | - | -- | -- | -- | -- | -- | -- | -- | -- | -- | -- | -- | -- | -- | -- | -- | -- | -- | -- | -- | -- | -- | -- | -- | -- | -- |
| Luogo     | T | C | T | C | T | C  | T | C | C | T  | C  | T  | C  | T  | C  | T  | C  | C  | T  | C  | T  | C  | T  | C  | T  | T  | C  | T  | C  | T  | C  | T  | C  | T  |
| Risultato | V | V | P | V | P | P  | V | V | V | P  | V  | N  | V  | N  | P  | P  | P  | N  | P  | V  | P  | N  | P  | P  | P  | V  | N  | V  | P  | P  | V  | P  | N  | P  |
| Posizione | 3 | 1 | 4 | 3 | 7 | 10 | 9 | 9 | 6 | 7  | 6  | 6  | 5  | 5  | 8  | 10 | 10 | 10 | 12 | 11 | 11 | 11 | 12 | 12 | 13 | 13 | 13 | 12 | 13 | 12 | 12 | 14 | 14 | 14 |

Legenda:

Luogo: C = Casa; T = Trasferta. Risultato: V = Vittoria; N = Pareggio; P = Sconfitta.

### Statistiche dei giocatori
| Giocatore    | Bundesliga | Bundesliga | Bundesliga  | Bundesliga | Coppa di Germania | Coppa di Germania | Coppa di Germania | Coppa di Germania | Totale   | Totale | Totale      | Totale     |
| Giocatore    | Presenze   | Reti       | Ammonizioni | Espulsioni | Presenze          | Reti              | Ammonizioni       | Espulsioni        | Presenze | Reti   | Ammonizioni | Espulsioni |
| ------------ | ---------- | ---------- | ----------- | ---------- | ----------------- | ----------------- | ----------------- | ----------------- | -------- | ------ | ----------- | ---------- |
| M. Bella     | 32         | 1          | 1           | 0          | 7                 | 0                 | 0                 | 0                 | 39       | 1      | 1           | 0          |
| K. Bregman   | 20         | 0          | 1           | 0          | 3                 | 0                 | 0                 | 0                 | 23       | 0      | 1           | 0          |
| K. Bruckmann | 18         | 0          | 2           | 0          | 5                 | 2                 | 0                 | 0                 | 23       | 2      | 2           | 0          |
| T. Bücker    | 34         | 9          | 3           | 0          | 6                 | 3                 | 0                 | 0                 | 40       | 12     | 3           | 0          |
| H. Büssers   | 23         | 8          | 1           | 0          | 5                 | 2                 | 0                 | 0                 | 28       | 10     | 1           | 0          |
| B. Dietz     | 34         | 8          | 2           | 0          | 7                 | 1                 | 0                 | 0                 | 41       | 9      | 2           | 0          |
| D. Drescher  | 0          | 0          | 0           | 0          | 0                 | 0                 | 0                 | 0                 | 0        | 0      | 0           | 0          |
| G. Fröhlich  | 0          | 0          | 0           | 0          | 0                 | 0                 | 0                 | 0                 | 0        | 0      | 0           | 0          |
| M. Holscher  | 3          | 0          | 0           | 0          | 1                 | 0                 | 0                 | 0                 | 4        | 0      | 0           | 0          |
| K. Killich   | 0          | 0          | 0           | 0          | 0                 | 0                 | 0                 | 0                 | 0        | 0      | 0           | 0          |
| W. Krause    | 13         | 2          | 3           | 0          | 4                 | 3                 | 1                 | 0                 | 17       | 5      | 4           | 0          |
| B. Lehmann   | 32         | 10         | 3           | 0          | 6                 | 0                 | 0                 | 0                 | 38       | 10     | 3           | 0          |
| D. Linders   | 32         | 0          | 2           | 0          | 7                 | 0                 | 0                 | 0                 | 39       | 0      | 2           | 0          |
| U. Montelett | 1          | 0          | 0           | 0          | 1                 | 0                 | 0                 | 0                 | 2        | 0      | 0           | 0          |
| D. Pirsig    | 31         | 0          | 3           | 1          | 7                 | 0                 | 1                 | 0                 | 38       | 0      | 4           | 1          |
| L. Pufahl    | 0          | 0          | 0           | 0          | 0                 | 0                 | 0                 | 0                 | 0        | 0      | 0           | 0          |
| K. Rach      | 0          | 0          | 0           | 0          | 0                 | 0                 | 0                 | 0                 | 0        | 0      | 0           | 0          |
| L. Schneider | 27         | 0          | 2           | 0          | 3                 | 0                 | 0                 | 0                 | 30       | 0      | 2           | 0          |
| W. Schneider | 26         | 1          | 4           | 0          | 7                 | 2                 | 1                 | 0                 | 33       | 3      | 5           | 0          |
| R. Seliger   | 25         | 5          | 0           | 0          | 4                 | 0                 | 0                 | 0                 | 29       | 5      | 0           | 0          |
| S. Sonntag   | 0          | 0          | 0           | 0          | 0                 | 0                 | 0                 | 0                 | 0        | 0      | 0           | 0          |
| K. Thies     | 29         | 4          | 0           | 0          | 5                 | 3                 | 1                 | 0                 | 34       | 7      | 1           | 0          |
| R. Worm      | 30         | 10         | 3           | 0          | 7                 | 4                 | 0                 | 0                 | 37       | 14     | 3           | 0          |